# Banik
Banik je bil v slovanski mitologiji domači duh, ki je živel v banjah. V prostor, kjer so se ljudje umivali je spustil največ tri ljudi. Ko je bil čas umivanja, je Banik povabil na kopanje gozdne duhove. Če si Banika ustrašil ali razjezil, je med kopanjem nate spuščal vrelo vodo. Če ga nisi želel razjeziti, si mu v kopalnem prostoru vedno puščal vrč s svežo vodo, da se je lahko umival.